# Premiscogaster australia
Premiscogaster australia är en stekelart som först beskrevs av Girault 1917.  Premiscogaster australia ingår i släktet Premiscogaster och familjen puppglanssteklar. Inga underarter finns listade i Catalogue of Life.